# Championnat d'Oman de football 2019-2020
Navigation
Saison précédente Saison suivante
La saison 2019-2020 du Championnat d'Oman de football est la quarante-quatrième édition de la première division au sultanat d'Oman, l'Oman League. Elle rassemble les quatorze meilleurs clubs du pays au sein d'une poule unique où ils s'affrontent à deux reprises, à domicile et à l'extérieur. En fin de saison, les trois derniers du classement sont relégués et remplacés par les trois meilleurs clubs de deuxième division.
Al-Seeb Sports Club, le promu, remporte son premier titre de champion.

## Les clubs participants
- Al-Suwaiq Club
- Sohar Club
- Dhofar Club
- Bahla Club - Promu de D2
- Al-Seeb Sports Club - Promu de D2
- Oman Club
- Saham Club
- Al-Rustaq
- Mascate Club
- Al Oruba Sur
- Al Nasr Salalah
- Mirbat SC
- Al Nahda Club
- Fanja Club - Promu de D2

## Compétition
Le barème de points servant à établir le classement se décompose ainsi :
- Victoire : 3 points
- Match nul : 1 point
- Défaite : 0 point

### Classement
Le championnat est interrompu entre le 14 mars 2020 et le 23 octobre 2020 à cause de la pandémie de Covid-19.
| Rang | Équipe               | Pts | J  | G  | N  | P  | Bp | Bc | Diff |
| ---- | -------------------- | --- | -- | -- | -- | -- | -- | -- | ---- |
| 1    | Al-Seeb Sports ClubP | 57  | 26 | 16 | 9  | 1  | 38 | 13 | +25  |
| 2    | Dhofar ClubT C       | 52  | 26 | 15 | 7  | 4  | 44 | 13 | +31  |
| 3    | Al Nahda Club        | 40  | 26 | 11 | 7  | 8  | 40 | 34 | +6   |
| 4    | Fanja Club P         | 39  | 26 | 10 | 9  | 7  | 42 | 41 | +1   |
| 5    | Al Nasr Salalah      | 37  | 26 | 9  | 10 | 7  | 28 | 31 | -3   |
| 6    | Bahla Club P         | 35  | 26 | 8  | 11 | 7  | 33 | 25 | +8   |
| 7    | Mascate Club         | 35  | 26 | 9  | 8  | 9  | 35 | 35 | 0    |
| 8    | Al-Suwaiq Club       | 35  | 26 | 10 | 5  | 11 | 30 | 30 | 0    |
| 9    | Al-Rustaq            | 33  | 26 | 8  | 9  | 9  | 33 | 30 | +3   |
| 10   | Saham Club           | 33  | 26 | 8  | 9  | 9  | 32 | 36 | -4   |
| 11   | Sohar Club           | 32  | 26 | 9  | 5  | 12 | 28 | 30 | -2   |
| 12   | Oman Club            | 27  | 26 | 7  | 6  | 13 | 21 | 38 | -17  |
| 13   | Al Oruba Sur         | 26  | 26 | 7  | 5  | 14 | 21 | 33 | -12  |
| 14   | Mirbat SC            | 12  | 26 | 2  | 6  | 18 | 20 | 56 | -36  |

|  | Qualification pour la Coupe de l'AFC 2021                            |
|  | Relégation directe en deuxième division                              |
|  | T : Tenant du titre C : Vainqueur de la Coupe d'Oman P : Promu de D2 |

- Fanja Club est exclu en fin de saison pour raisons financières.
- Al Nasr Salalah est qualifié pour la Coupe de l'AFC 2021 en tant que meilleur club avec une licence AFC, Dhofar Club le vainqueur de la Coupe d'Oman n'a pas de licence AFC.

## Bilan de la saison
| Championnat d'Oman de football 2019-2020                        |                                 |
| Champion                                                        | Al-Seeb Sports Club (1er titre) |
| Coupes et trophées                                              |                                 |
| Vainqueur de la Coupe d'Oman 2019-2020                          | Dhofar Club                     |
| Qualifications continentales                                    |                                 |
| Coupe de l'AFC 2021                                             | Al-Seeb Sports Club             |
| Coupe de l'AFC 2021                                             | Al Nasr Salalah                 |
| Promotions et relégations                                       |                                 |
| Promus en Oman League                                           | Al-Masnaah                      |
| Promus en Oman League                                           | Al-Ittihad Club                 |
| Promus en Oman League                                           | Nizwa Club                      |
| Relégués en Championnat d'Oman de football de deuxième division | Mirbat SC                       |
| Relégués en Championnat d'Oman de football de deuxième division | Al Oruba Sur                    |
| Relégués en Championnat d'Oman de football de deuxième division | Fanja Club                      |